# マイケル・シャコン
マイケル・ステフェン・シャコン・イバルグエン（Michael Steven Chacón Ibargüen、1994年4月11日 - ）は、コロンビア・パルミラ出身のコロンビア系オランダ人サッカー選手。エールステ・ディヴィジ・ヘルモント・スポルト所属。ポジションはミッドフィールダー。